# Don't be evil
Don't be evil, en español como "No seas malvado", es el famoso eslogan corporativo informal de Google. Fue adoptado por primera vez por Sergey Brin de un aporte de Paul Buchheit y Amit Patel, que explica la intención de la misma empresa de no utilizar los datos con fines maliciosos, manteniendo un código de conducta justa y buena apariencia.
Tras la reestructuración corporativa de Google bajo el conglomerado Alphabet Inc. en octubre de 2015, Alphabet tomó como lema "Do the right thing" (Haz lo correcto), lo que también constituyó la introducción de su código de conducta corporativo. El lema original se mantuvo en el código de conducta de Google, ahora una filial de Alphabet.  En abril de 2018, el lema se eliminó del prefacio del código de conducta y se mantuvo en su última frase.
El lema ha sido criticado por el Partido Comunista de China que intentó censurarlo por no ser legítimo.